# Сава Хенція
Сава Хенція (рум. Sava Henția, нар. 1 лютого 1848 Себешел, Австрійська імперія — пом. 21 вересня 1904, Себешел, Австро-Угорщина) — румунський художник, ілюстратор та стінописець.

## Біографія
Хенція народився в селі Себешел, в родині священика. 1862 року після закінчення початкової освіти, його віддали в помічники дядькові, який навчив його ретушуванню світлин. Наступного року він підхопив черевний тиф, який лікували хініном, який дав ускладнення на його слух.
Робота зі світлинами надихнула його продовжити свою діяльність в мистецтві. З 1865 по 1870 рік навчався в Бухарестському національному університеті мистецтв у Георге Татареску та Теодора Амана. Після цього отримав стипендію у Французькій академії витончених мистецтв та влаштувався працювати до престижної майстерні Александра Кабанеля. 1873 року повернувся до Бухареста та став вчителем малювання та каліграфії в притулку для сиріт Елени Доамни.
Чотири року потому, за рекомендацією доктора Кароля Давила, він став кореспондентом в медичних армійських корпусах та брав участь в Російсько-турецькій війні. В цей період йому вдалося намалювати багато баталій та битв, багато з яких він згодом переніс на акварель. Його картина артилерійської битви під Калафатом була зображена на поштовій марці 1977 року.
Після війни працював вчителем, оздоблювальником та ілюстратором книг. В період між 1901 та 1902 роками був обраний одним із тих, хто відновлював панно та розписи в монастирі Бребу. В монастирі Черніца писав портрети його засновників.

## Пам'ять
- Його будинок в Себешелі був історичною пам'яткою. Проте 2001 року обвалився дах і влада зняла будинок з переліку пам'яток.
- Одна з вулиць Бухареста названа на його честь

## Вибрані картини

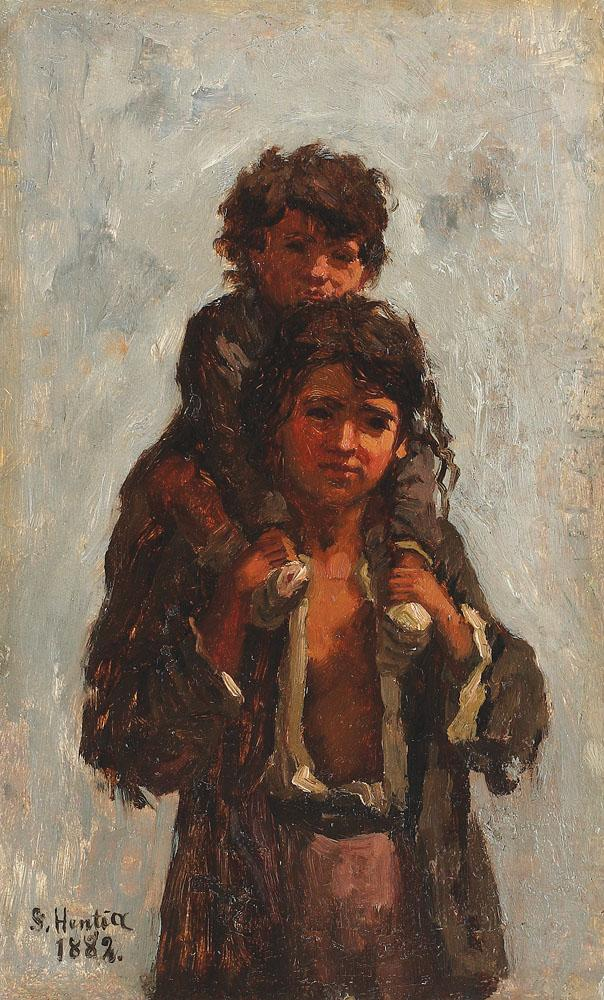
Брати (1882)
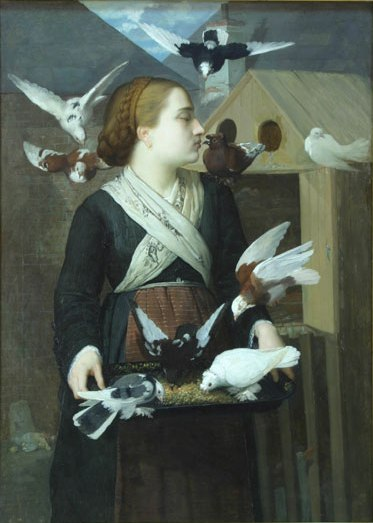
Дівчина з голубами (1875)
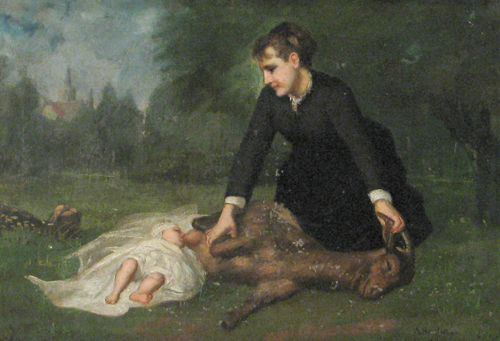
Прийомна мати (1890)
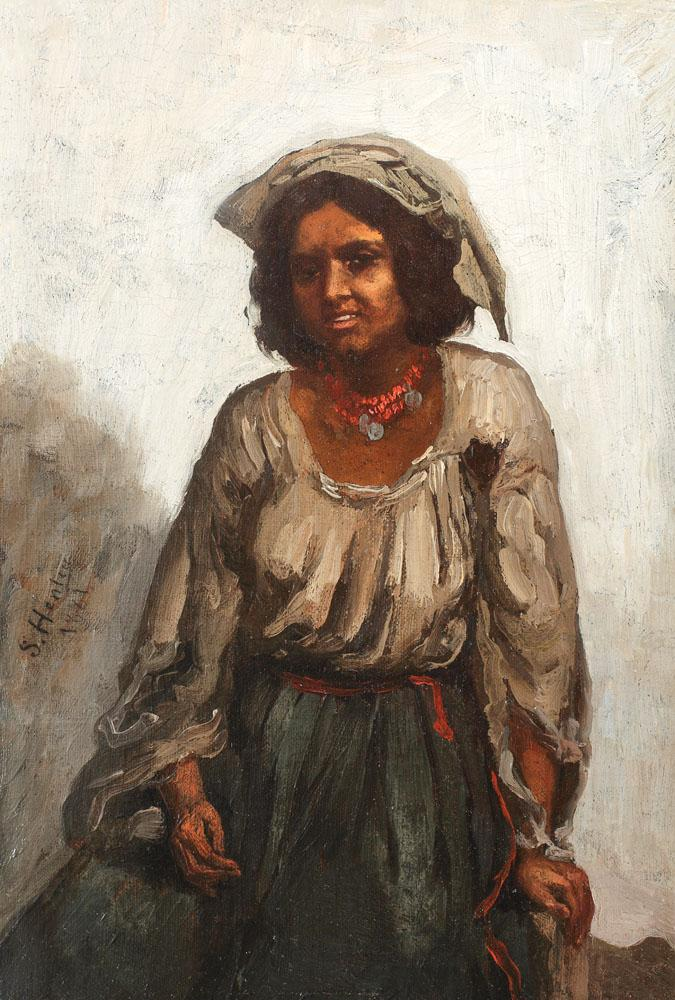
Портрет циганки (1881)